# (18783) Sychamberlin
(18783) Sychamberlin (1999 JL47) – planetoida z pasa głównego asteroid okrążająca Słońce w ciągu 4,18 lat w średniej odległości 2,59 j.a. Odkryta 10 maja 1999 roku.